# Liste der diplomatischen Vertretungen in der Republik Moldau

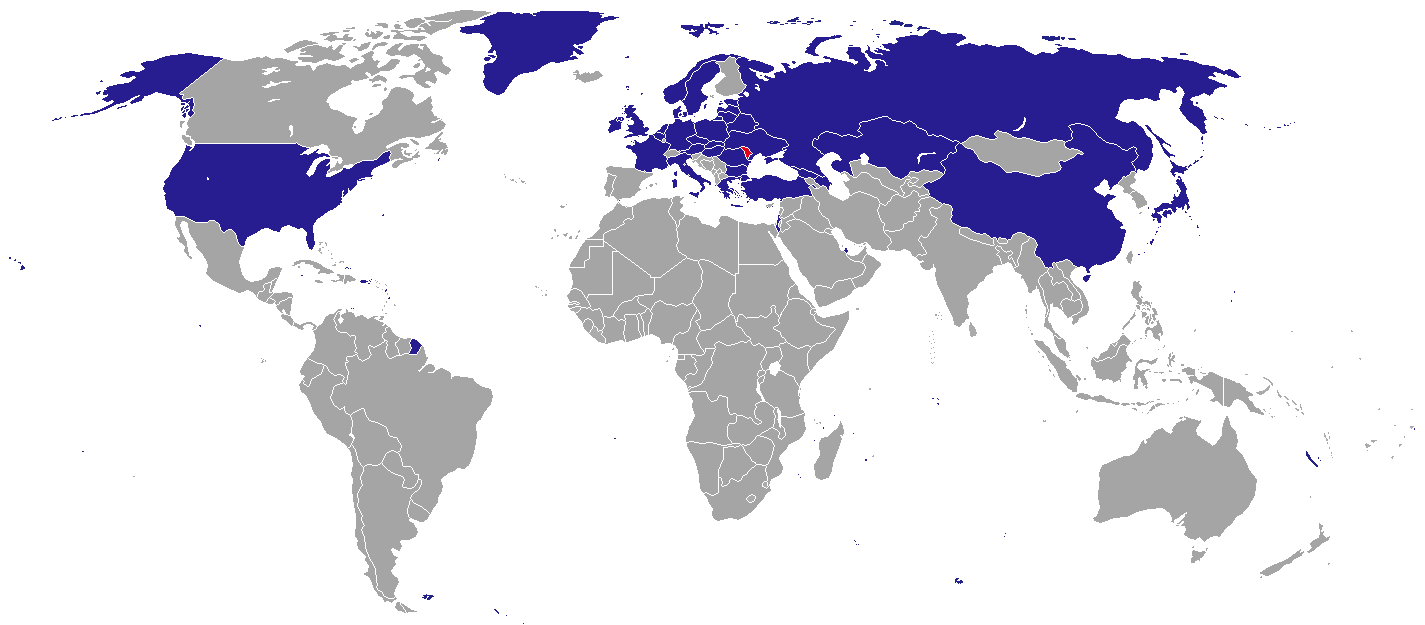
Staaten mit einer Botschaft in Moldau

Die Liste der diplomatischen Vertretungen in Moldau führt Botschaften und Konsulate auf, die in der Republik Moldau eingerichtet sind (Stand 2019).

## Botschaften in Chișinău
29 Botschaften sind in moldausisch Hauptstadt Chișinău eingerichtet (Stand 2019).

### Staaten
| - Armenien: Botschaft - Aserbaidschan: Botschaft - Bulgarien: Botschaft - Deutschland: Botschaft - Frankreich: Botschaft - Georgien: Botschaft - Italien: Botschaft - Japan: Botschaft - Katar: Botschaft - Lettland: Botschaft - Litauen: Botschaft - Österreich: Botschaft - Polen: Botschaft |  | - Rumänien: Botschaft - Russland: Botschaft - Schweden: Botschaft - Slowakei: Botschaft - Tschechien: Botschaft - Türkei: Botschaft - Ukraine: Botschaft - Ungarn: Botschaft - Vereinigtes Königreich: Botschaft - Vereinigte Staaten: Botschaft - Volksrepublik China: Botschaft - Belarus: Botschaft |

### Vertretungen Internationaler Organisationen
- Europäische Union, Delegation
- Malteserorden, Botschaft
- NATO, Verbindungsbüro

## Konsulate in der Republik Moldau

### Generalkonsulate
- Rumänien (Bălți)
- Rumänien (Cahul)
- Kasachstan (Chișinău)

### Konsulate
- Ukraine (Bălți)

### Büros und Vertretungen
- Niederlande, Vertretungsbüro (Chișinău)